# سی‌اس‌اس سلما (۱۸۵۶)
سی‌اس‌اس سلما (۱۸۵۶) (به انگلیسی: CSS Selma (1856)) یک کشتی بود که طول آن ۲۵۲ فوت (۷۷ متر) بود. این کشتی در سال ۱۸۵۶ ساخته شد.